# Мегаплан
«Мегаплан» — российская система управления взаимоотношениями с клиентами и одноимённая компания, созданная в 2007 году. Лауреат «Премии Рунета 2012» в категории «Экономика, бизнес и инвестиции».

## История создания
«Мегаплан» создан в 2007 году выпускниками мехмата МГУ Михаилом Смоляновым и Сергеем Михайловым, а также выпускником МЭСИ и основателем интернет-магазина «Ютинет. Ру» Михаилом Уколовым.
В конце 2009 года контрольный пакет «Мегаплана» (51 %) был продан фонду IQ One инвестиционной группы Sferiq Capital.
В 2011 году назначен новый генеральный директор Александр Волчек. В том же году выручка компании выросла в 4 раза. За 2011 г. было реализовано более 7 500 заказов на оплату. Размер клиентской базы (активные платные клиенты) увеличился более чем в 2,5 раз до показателя 2 400 клиентов. Объем клиентской базы по бесплатным продуктам составил 9 600 компаний.
В 2012 компания «1С» выкупила контрольный пакет акций (51 %). В ходе сделки «Мегаплан» был оценен в 14-16 млн долл.
В 2012—2014 годах рассылкой «Мегаплана» руководил редактор Максим Ильяхов.
По итогам 2013 года компании удалось занять 20 % рынка программ для управления проектами и достигнуть оборота в 100 млн рублей в год.
В 2014 году назначен новый генеральный директор Cергей Козлов.
В 2015 году была обновлена технологическая платформа продукта, разработка перешла на технологии React JS и MobХ. Также разработчики выпустили новый API-модуль для интеграции «Мегаплана» с другими программами и сервисами.
В 2016 году оборот компании достиг 171 млн рублей. Тогда же инвестиционная группа Sferiq продала «1С» блокирующий пакет акций (27,06 %).
В июле 2019 года было заключено соглашение о сотрудничестве с компанией «Ростелеком», согласно которому планируется интегрировать «Виртуальную АТС» «Ростелекома» в CRM-систему «Мегаплана».
«Мегаплан» неоднократно входил в рейтинги наиболее популярных в России CRM-систем.
Входит в Единый реестр российских программ для электронных вычислительных машин и баз данных.
«Мегаплан» поставляется в виде коробочного решения и в формате SaaS. Также существуют мобильные приложения для устройств на базе Android и iOS.
Компания имеет представительства в Белоруссии и Казахстане.